# Esquerchin
Esquerchin – miejscowość i gmina we Francji, w regionie Hauts-de-France, w departamencie Nord.
Według danych na rok 1990 gminę zamieszkiwało 739 osób, a gęstość zaludnienia wynosiła 138 osób/km² (wśród 1549 gmin regionu Nord-Pas-de-Calais Esquerchin plasuje się na 653. miejscu pod względem liczby ludności, natomiast pod względem powierzchni na miejscu 649.).